# Pontifício Colégio Português
O Pontifício Colégio Português, sediado em Roma, na Itália, é um estabelecimento de ensino português para formação de sacerdotes. 

## História

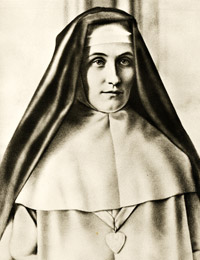
Os Viscondes da Pesqueira atribuem à Irmã Maria do Divino Coração Droste zu Vischering (1863-1899) a sua inspiração para a fundação do Pontifício Colégio Português, em Roma, na Itália, tal como a consagração do mesmo ao Sagrado Coração de Jesus.

O Pontifício Colégio Português trata-se de uma instituição de ensino, a nível de residência, para os sacerdotes, originalmente portugueses, mas posteriormente alargada a outras proveniências, que são enviados para Roma pelos seus Bispos para continuarem os seus estudos eclesiásticos.
Com o apoio da Santa Sé, dos Bispos Portugueses e do próprio Rei de Portugal, uma comissão de fundadores, entre os quais se destacam os Viscondes de São João da Pesqueira (D. Luís Maria de Sousa Vahia Rebelo de Morais e sua esposa, D. Maria Adelaide Pinto da Silva), o D. António José de Sousa Barroso (então Bispo de Meliapor e depois Bispo do Porto), o Monsenhor José de Oliveira Machado (Reitor do Instituto Português de Santo António em Roma), o cavaleiro António Braz e os padres estigmatinos italianos Gui Guzzatti e Ricardo Tabarelli, pretendia fundar um Colégio Português destinado à formação de clérigos "tanto do Reino de Portugal como do Ultramar".
Inspirados pelas palavras da Irmã Maria do Divino Coração Droste zu Vischering, a Madre Superiora do Convento do Bom Pastor do Porto, sobre a necessidade da formação do clero e do enorme bem que disso resultaria, os Viscondes da Pesqueira visitaram o Santo Padre no dia 18 de Julho de 1898, manifestando-lhe a sua inspiração para a fundação do referido Colégio, e, no dia 22 de Janeiro de 1899, o Cardeal Secretário de Estado do Vaticano escreveu uma carta à comissão promotora com a exortação para que avançassem com o projecto. A erecção canónica do Pontifício Colégio Português foi concedida a 20 de Outubro de 1900 pelo Papa Leão XIII.
A missa inaugural foi celebrada por D. Teotónio Ribeiro Vieira de Castro, recém-nomeado Bispo de Meliapor, que consagrou o Pontifício Colégio Português ao Sagrado Coração de Jesus sob indicação da Beata Maria do Divino Coração, a quem ficou, inclusive, ligada a fundação do próprio Colégio e cujo retrato figura num quadro num dos salões nobres para prestar-lhe a devida homenagem.
Juridicamente falando, o Pontifício Colégio Português está simultaneamente dependente da Santa Sé e do Episcopado Português, sendo o seu Reitor nomeado por aquela, mas sob proposta dos Bispos de Portugal. Por seu lado, o seu Vice-Reitor e demais responsáveis são nomeados pela Conferência Episcopal com a anuência de Roma.
A 16 de dezembro de 2021, foi agraciado com o grau de Membro-Honorário da Ordem do Infante D. Henrique, de Portugal.